# Челано
Челано (итал. Celano) — коммуна и город в Италии, расположена в регионе Абруццо, подчиняется административному центру Л’Акуила.
Население составляет 11 075 человек (на 2005 г.), плотность населения составляет 120,66 чел./км². Занимает площадь 91,79 км². Почтовый индекс — 67043. Телефонный код — 0863.
Покровителями коммуны почитаются святые мученики Симплиций, Констант и Викториан, празднование 26 августа.